# Reevesia wallichii
Reevesia wallichii är en malvaväxtart som beskrevs av Robert Brown. Reevesia wallichii ingår i släktet Reevesia och familjen malvaväxter. Inga underarter finns listade i Catalogue of Life.